# Protipapež Krištof
Krištof (latinsko Antipapa Christophorus), italijanski rimskokatoliški duhovnik, kardinal in papež (zadnje čase označen kot protipapež); * 9. stoletje Rim, (Lacij, Papeška država, Frankovsko cesarstvo danes: Italija), † januar 904 ali 906 Rim (Papeška država, Sveto rimsko cesarstvo, danes: Italija) 

Papež je bil od septembra 903 do januarja 904; od druge polovice 20. stoletja ga papeški seznami označujejo za protipapeža. 

## Življenjepis
Krištof je bil sin Rimljana Leona in je postal kardinal-duhovnik pri San Damaso.

## Papež
Njegov predhodnik Leon je bil dober papež, naklonjen Formozu in je odobraval njegove posvetitve. .
Postal pa je žrtev okrutnih strankarskih bojev v mračnem stoletju; na papeški prestol ga je posadila Berengarjeva stranka, njegov dvorni kaplan Krištof pa, ki je sicer tudi sam bil naklonjen Formozu, ampak je hlepel po papeštvu, je napravil "državni udar" in Leona prisilil k odstopu, ga odstavil in vrgel v ječo. 
 Njega pa je kmalu nato prav tako strmoglavil Formozu sovražni Sergij III., ki je imel podporo vojakov Adalberta Bogatega  in oblastnega rimskega plemiča Teofilakta , da je lahko zasedel Rim in ujel papeža Krištofa, ki je kmalu potem umrl. 

Sicer pa je je o njem zelo malo znanega in gotovega. Nimamo zanesljivih podatkov niti o času njegovega rojstva, o njegovi izobrazbi in službah, niti kako dolgo je vladal, niti kako in kdaj je končal. Najverjetneje je papeževal od septembra 903 do januarja 904. Ko se je polastil papeštva, je bil kardinal-duhovnik pri San Damaso. 

### Papež ali protipapež
Odgovor na vprašanje: »Ali je bil Krištof papež ali protipapež?« ni niti malo preprost. Čeprav je bil njegov način prevzema oblasti popolnoma nekanoničen, tako rekoč državni udar, ker je svojega predhodnika na silo strmoglavil, se zdi, da so ga pozneje le priznavali za papeža. Njegovo ime nahajamo pravzaprav v vseh sodobnih papeških seznamih. Njegov portret je upodobljen med drugimi podobami papežev v Cerkvi sv. Pavla zunaj obzidja v Rimu in med freskami papežev desetega stoletja, ki so okrasile v trinajstem stoletju stene starodavne cerkve San Piero a Grado blizu Pise. 

Njega so, vrh tega, priznavali za papeža njegovi nasledniki. Ko je potrdil predpravice opatije Corbie v Corbie v Franciji, se je sv. Leon IX. skliceval na predhodni dovoljenji Benedikta in Krištofa . Ta privilegij je tudi edina listina, ki nam je od njega ostala  

Za protipapeža so ga označili od druge polovice 20. stoletja, in kot takega ga navajajo Annuarii Pontifici teh zadnjih desetletij. Njegovega imena ne nahajamo več v uradnih seznamih rimskih papežev, pa čeprav so ga njegovi sodobniki smatrali za papeža, uradno začenši z 11. stoletjem. Njegovo ime je od tedaj vključeno v večino papeških imenikov vse do sredine preteklega stoletja – do časa Drugega vatikanskega koncila. 

### Dela
Grška listina iz 11. stoletja  pravi, da je bil Krištof prvi papež, ki je v svoji veroizpovedi – katero je poslal v skladu z navado carigrajskemu patriarhu Sergeju – izjavil, da Sveti Duh izhaja »od Očeta in Sina«. Težava je v tem, da tedaj v Carigradu ni bilo nobenega patriarha z imenom Sergej.  V tistem času je bil namreč za patriarha Nikolaj Pobožni   Poleg tega je nauk o izhajanju Svetega Duha od Očeta in Sina mnogo starejši, začenši vsaj od Leona Velikega in Kalcedonskega koncila sredi kristoloških prepirov v 5. stoletju.

## Smrt in spomin
Okoliščine smrti njegovega predhodnika Leona V. – podobno kot tudi njegove smrti - so nejasne; prav tako kot njuno življenje. Za papeževanje se viri strinjajo, da je Krištof Leona po kakem mesecu papeževanja ujel in vrgel v ječo, sebe pa vrinil na sedež sv. Petra; vendar je kmalu tudi njega doletela ista usoda: odstavil ga je Sergij III. in ga zaprl v ječo skupaj s predhodnikom, menda celo v isto celico. Nekateri viri poročajo, da se je končno usmilil obeh zaprtih pontifikov in dal oba zadaviti. Zdi se pa verjetneje, da je Leon umrl naravne smrti ali v ječi ali v samostanu; podobno smatrajo tudi za Krištofa. 

Mann na primer zavrača kot zlobno natolcevanje Vulgarijevo trditev, da je hudobni papež Sergij III. papeža Leona V. in protipapeža Krištofa zadavil v zaporu. Obžaluje dejstvo, da še pokojni Kelly , še živeči cerkveni zgodovinar Reardon, in učeni Miranda  sprejemajo to obrekovanje kot resnično. 

V zvezi z njegovim koncem se takratna poročila torej ne ujemajo. Herman Hromi poroča, da je Krištofa Sergij III. strmoglavil in ga zaprl v samostan;  Vulgarius pa navaja, da ga je Sergij vrgel v ječo in umoril skupaj z njegovim predhodnikom Leonom V..  Če drži, da je Vulgariju bilo veliko do blatenja papeža Sergija, in da mu je zato pripisal tudi umor Leona in Krištofa – potem smemo verjeti, da je Krištof umrl naravne smrti v samostanu. 
Ko je umrl, so ga pokopali v Lateranu.  

### Ocena
- Papež Leon je vladal zelo verjetno malo več kot en mesec, med julijom in septembrom 903: skozi trideset dni po pričevanju Auxiliusa (Ausilio), ali skozi dva mesca po papeških seznamih (cataloghi pontifici); njegov naslednik Krištof pa med septembrom 903 in januarjem 904. Njuno papeževanja pada v sredino zakritega tridesetletja (880-okrog 910) – kot ga označuje Arnaldi – ki obstaja iz trajajoče zapletene skrivnosti. Ta skrivnost ne prizanaša niti formozijanskemu vprašanju, ki se je razbohotilo prav v zadnjem petletju IX. stoletja, ter je vplivalo na dogodke v zvezi s papeževanjem Leona V., Krištofa in Sergija III.
- To obdobje smemo imenovati mračno predvsem zaradi popolnega pomanjkanja neodvisnih zgodovinskih virov. Ozračje negotovosti glede tega obdobja poudarja in vključno potrjuje kriza, ki so jo preživljale takratne politične in cerkvene rimske ustanove: poročil, ki jih vsebujejo takratni seznami, praktično ni; žal istočasno obstaja zgodovinopisna praznina, ki je vsepovsod značilna za prvi desetletji X. stoletja.
- Po smrti papeža Teodorja II. sta dva kardinala istočasno trdila, češ da sta izvoljena za papeža: Janez IX. in Sergij III.. Tekmeca je Janez IX. izobčil in so ga izgnali iz mesta; tako bi mogli Sergija III. dotlej imenovati za protipapeža; on je pozneje, leta 904, le postal papež in je štel svoja leta (samovoljno) od 897. Janez IX. je sklical sinodo in potrdil Teodorjeve odločitve glede Formozove rehabilitacije in veljavnosti posvetitev; tudi je prepovedal sojenja ljudem po njihovi smrti. [24] Še pozneje pa je papež Sergij III. razveljavil zborovanja Teodorja II. in Janeza IX., ter zopet uveljavil odločitve Mrliškega zbora. [25]
- Za papeže je bilo 10. stoletje zares temačno in ga po pravici imenujemo mračno stoletje tudi zato, ker so bili brez cesarske zaščite nemočni in prepuščeni muham rimskega in italijanskega plemstva, ki si je nadzor nad Cerkvijo pridobivalo tako, da je na njene položaje nastavljalo svoje sorodnike ali politične somišljenike, ne glede na to, ali so bili vredni te časti; v svojem stremuštvu so nastavljali in odstavljali papeže, večkrat pa jim tudi stregli po življenju.
- Kronika, ki jo je napisal nemški škof Liutprand,[26] slika posvetnost na papeževem dvoru; vendar jo je treba brati s pridržkom, saj je bil pisec zelo protirimsko razpoložen - kar tudi sam izrecno poudarja - in je zato dvomno, da je pisal nepristransko. [27] Mračno pa imenujejo to stoletje tudi zato, ker je bilo polno spletk in umorov, ki so posegali tudi na papeški dvor; obenem pa je bilo to tudi obdobje roparskih vpadov divjih Normanov, Saracenov, Turkov in Madžarov.
- Za to obdobje manjkajo torej neodvisni in nepristranski zgodovinski viri. Večino poročil o škandalih, nasilju in razvratu v Rimu je napisal Liutprand. Svojemu delu je dal pomenljiv naslov: Maščevanje. Ta naslov daje slutiti, da je v svojem pripovedovnju brez dvoma pretiraval in da je pač nalašč izbiral samo pikantne zgodbe, da bi se na ta način maščeval nekaterim ljudem. Pretresljivo pa je na primer Liutprandovo mnenje, da je bila za Langobarde, Sase in Franke najhujša zmerljivka in žalitev, če si komu rekel, da je Rimljan. V tej besedi je po njegovem mnenju izraženo vse, kar ja na tem svetu slabega, zlobnega in gnilega. Kljub Liutprandovim pretiravanjem pa je ostalo v takratni družbi še vedno dovolj slabega, kar je najedalo tudi Cerkev tako od zunaj kot od znotraj. Tako si lahko mislimo, da je to stoletje kljub pretiravanjem bil v resnici strašen čas. [28]